# Râul Ladonas
Ladonas este un râu în peninsula Peloponez din Grecia. Este principalul afluent al râului Alfios. Își trage numele după Ladonas din Beoția, denumire dată de către coloniștii veniți aici în 1370 Î.Hr. Printre afluenții săi se numără Aroanios, Paios, Tragos, Lagadiano (cu care confluează în zona  Mahalaua de Jos  a satului Lagadia). Pe râu a fost construit Barajul Ladonas, care alimentează hidrocentrala omonimă, cu o putere de 70 MW. Pe Ladonas se pot practica sporturi nautice printre care caiac-canoe și rafting. 